# Gérard Soler
Gérard Soler (Oujda, Marroc, 29 de març de 1954) és un exfutbolista francomarroquí d'origen català, que va jugar com a migcampista ofensiu o davanter.
Amb la selecció de futbol de França va disputar 16 partits internacionals i va marcar 4 gols. Algunes d'aquestes participacions van ser a l'edició de la Copa del Món de futbol de 1982, disputat a Espanya. En aquell campionat va marcar només un gol i va ser en una derrota per 3-1 contra el combinat d'Anglaterra, en un partit disputat a Bilbao. No obstant això, la selecció francesa va obtenir posteriorment el quart lloc del mundial. El maig de 2018 es va postular com a president del club de futbol de nova creació C'Chartres Football, resultat de la fusió del FC Chartres i el Chartres Horizon.